# Give Us a Wink
Give Us a Wink è il quarto album dei Sweet, pubblicato nel 1976 per l'etichetta discografica RCA Records.

## Tracce RCA Records
1. The Lies in Your Eyes (Connolly, Priest, Scott, Tucker)
2. Cockroach (Connolly, Priest, Scott, Tucker)
3. Keep It In (Connolly, Priest, Scott, Tucker)
4. 4th of July (Connolly, Priest, Scott, Tucker)
5. Action (Connolly, Priest, Scott, Tucker)
6. Yesterday's Rain (Connolly, Priest, Scott, Tucker)
7. White Mice (Connolly, Priest, Scott, Tucker)
8. Healer (Connolly, Priest, Scott, Tucker)

## Tracce Capitol Records USA
1. Action (Connolly, Priest, Scott, Tucker)
2. Yesterday's Rain (Connolly, Priest, Scott, Tucker)
3. White Mice (Connolly, Priest, Scott, Tucker)
4. Healer (Connolly, Priest, Scott, Tucker)
5. The Lies in Your Eyes (Connolly, Priest, Scott, Tucker)
6. Cockroach (Connolly, Priest, Scott, Tucker)
7. Lady Starlight (new mix with keyboards added) (Scott)
8. Keep It In (Connolly, Priest, Scott, Tucker)
9. 4th of July (Connolly, Priest, Scott, Tucker)

## Tracce Capitol Records Japan
1. Action (Connolly, Priest, Scott, Tucker)
2. Yesterday's Rain (Connolly, Priest, Scott, Tucker)
3. White Mice (Connolly, Priest, Scott, Tucker)
4. Healer (Connolly, Priest, Scott, Tucker)
5. Fox On The Run (Single Version)(Connolly, Priest, Scott, Tucker)
6. The Lies in Your Eyes (Connolly, Priest, Scott, Tucker)
7. Cockroach (Connolly, Priest, Scott, Tucker)
8. Lady Starlight (new mix with keyboards added)(Scott)
9. Keep It In (Connolly, Priest, Scott, Tucker)
10. 4th of July (Connolly, Priest, Scott, Tucker)

## Formazione
- Brian Connolly - voce, string machine
- Andy Scott - chitarra, sintetizzatori, cori, celli
- Steve Priest - basso, cori, celli
- Mick Tucker - batteria, cori, celli

### Altri musicisti
- Trevor Griffin - piano nella traccia 9